# Melinda Wagner
Melinda Wagner (* 25. Februar 1957 in Philadelphia, Pennsylvania) ist eine US-amerikanische Komponistin.

## Leben und Werk
Melinda Wagner machte Abschlüsse im Fach Komposition an der University of Chicago und der University of Pennsylvania. Zu ihren Lehrern gehörten Richard Wernick, George Crumb, Shulamit Ran und Jay Reise.
Mehrere Werke entstanden für das Chicago Symphony Orchestra, darunter „Falling Angels“ (1992) und das Klavierkonzert „Extremity of Sky“ (2002), das Emanuel Ax uraufführte. 1999 wurde Melinda Wagner für ihr Concerto for Flute, Strings and Percussion mit dem Pulitzer Prize of Music ausgezeichnet, das der Flötist und Dirigent Paul Lustig Dunkel und die von ihm geleitete Westchester Philharmonic in Auftrag gegeben hatten. Zu ihren weiteren Auftragswerken zählt ein Posaunenkonzert für die New York Philharmonic mit dem Solisten Joseph Alessi (2006) sowie Kompositionen für die Chamber Music Society of Lincoln Center, den Gitarristen David Starobin, die Fromm Foundation und die Koussevitzky Music Foundations.
Zu Wagners sonstigen Auszeichnungen zählen eine Guggenheim Memorial Foundation Fellowship (1988) sowie ein Preis der American Academy of Arts and Letters (2000). Seit 2017 ist sie Mitglied der American Academy of Arts and Letters.
Melinda Wagner hatte Lehraufträge an verschiedenen Universitäten und Konservatorien inne, darunter University of Pennsylvania, Syracuse University, Yale University, Juilliard School und Mannes College of Music. Als Composer-in-Residence wirkte sie an der University of Texas at Austin und beim Bravo! Vail Valley Music Festival. 
Melinda Wagner ist mit dem Schlagzeuger James Saporito verheiratet.